# بيشوب أوكلاند (دائرة انتخابية في المملكة المتحدة)
بيشوب أوكلاند  (بالإنجليزية: Bishop Auckland)‏ هي إحدى الدوائر الانتخابية في المملكة المتحدة الممثلة في مجلس العموم في برلمان المملكة المتحدة.
عضو البرلمان الذي يمثلها حالياً هو :Helen Goodman (Lab).